# Себазак-Конкурес
Себаза́к-Конкуре́с (фр. Sébazac-Concourès, окс. Sebasac) — коммуна во Франции, находится в регионе Окситания. Департамент — Аверон. Входит в состав кантона Северный Родез. Округ коммуны — Родез.
Код INSEE коммуны — 12264.
Коммуна расположена приблизительно в 500 км к югу от Парижа, в 130 км северо-восточнее Тулузы, в 7 км к северу от Родеза.

## Население
Население коммуны на 2008 год составляло 3060 человек.
| 1962 | 1968 | 1975 | 1982 | 1990 | 1999 | 2008 |
| ---- | ---- | ---- | ---- | ---- | ---- | ---- |
| 561  | 642  | 1727 | 2336 | 2703 | 2717 | 3060 |

## Администрация
| Период | Период | Фамилия        | Партия | Примечания |
| ------ | ------ | -------------- | ------ | ---------- |
| 2001   | 2008   | Анн-Мари Дюран |        |            |
| 2008   |        | Флоранс Кейла  |        |            |

## Экономика
В 2007 году среди 1964 человек в трудоспособном возрасте (15—64 лет) 1470 были экономически активными, 494 — неактивными (показатель активности — 74,8 %, в 1999 году было 72,8 %). Из 1470 активных работали 1415 человек (725 мужчин и 690 женщин), безработных было 55 (30 мужчин и 25 женщин). Среди 494 неактивных 159 человек были учениками или студентами, 237 — пенсионерами, 98 были неактивными по другим причинам.

## Фотогалерея

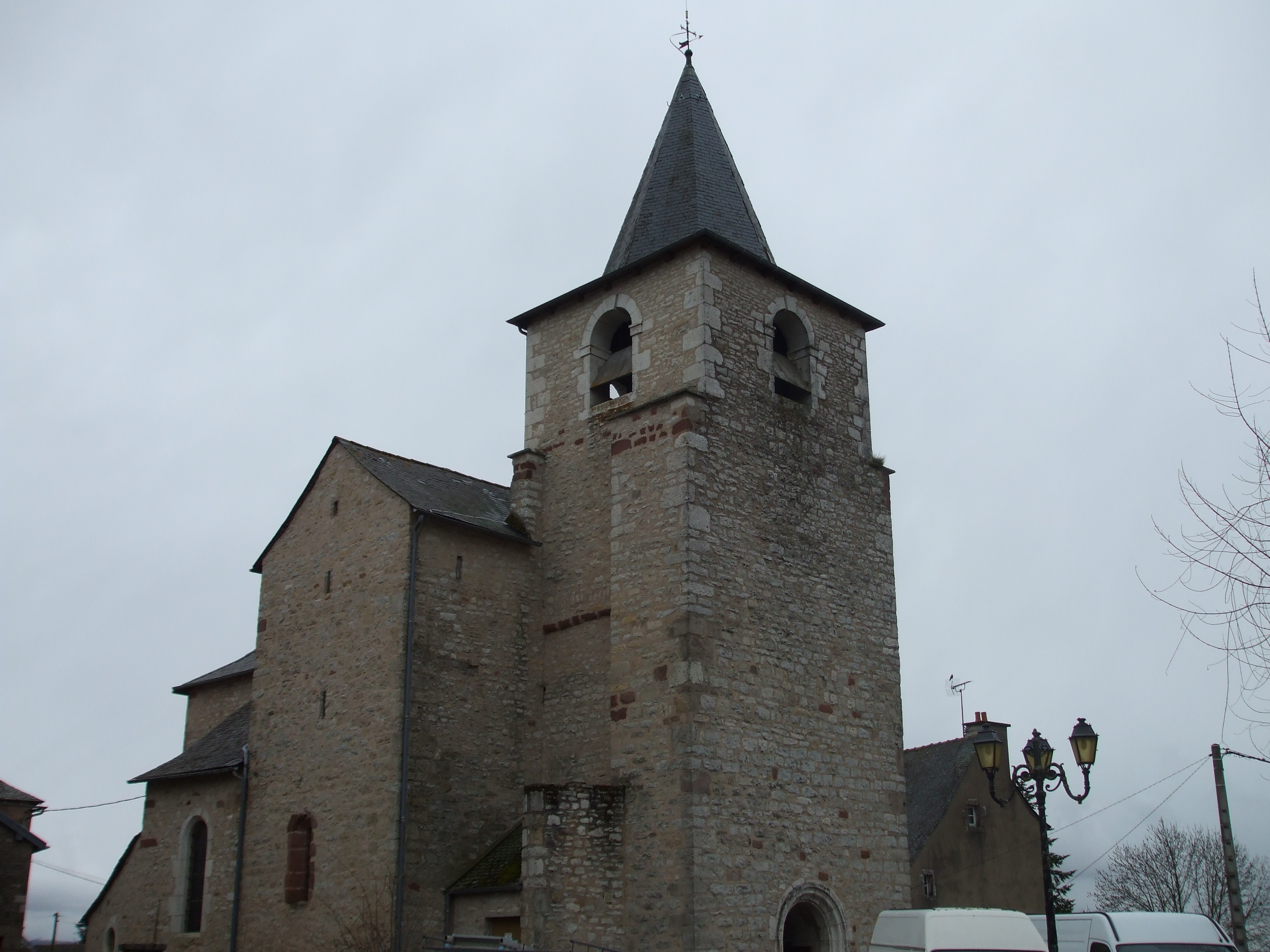
Церковь
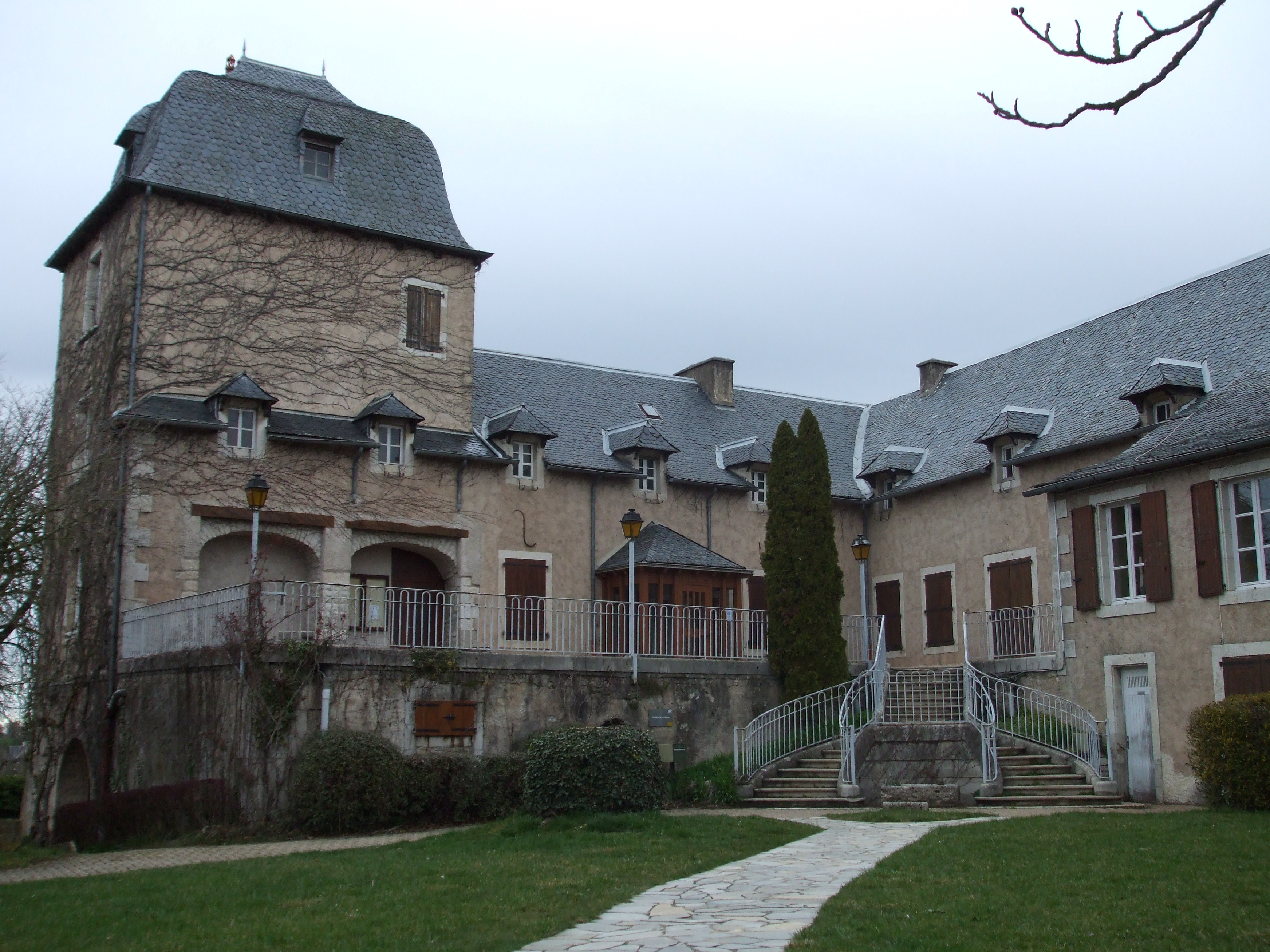
Мэрия
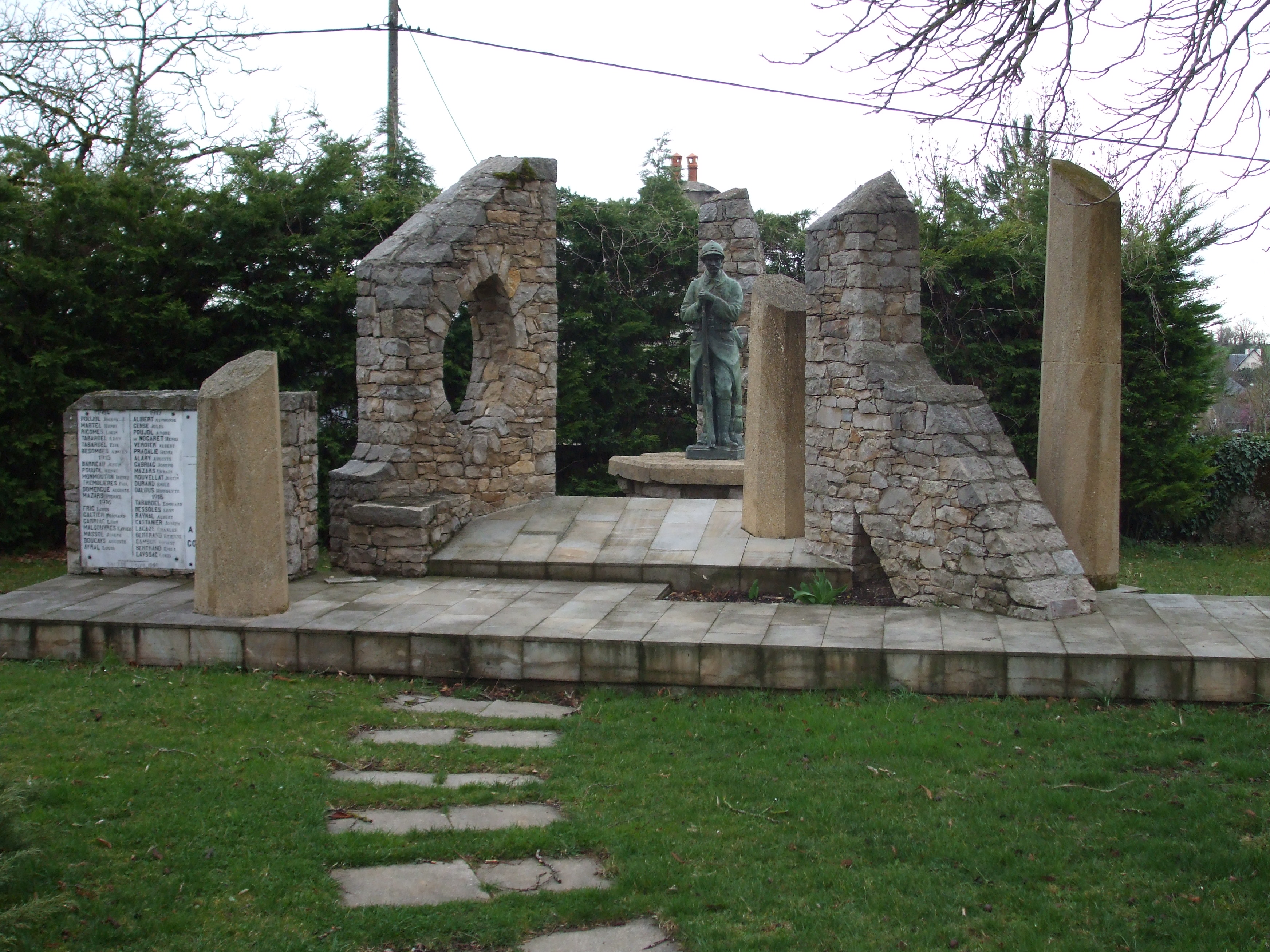
Памятник погибшим в Первой мировой войне
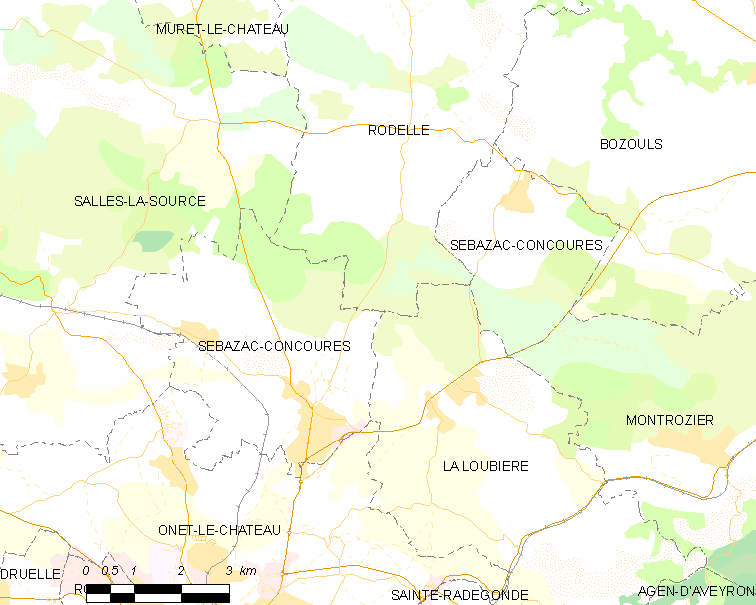
Карта коммуны